# Georges de Jonghe d'Ardoye
Georges-Marie-Joseph-Hubert-Ghislain de Jonghe d’Ardoye M.E.P. (Sint-Gillis, 23 april 1887 – Brussel, 27 augustus 1961) was een Belgisch geestelijke van de Rooms-Katholieke Kerk die lange tijd werkzaam was in China, en tevens een diplomaat van het Vaticaan.
Georges de Jonghe d’Ardoye was een zoon van Fernand de Jonghe d'Ardoye en van Juliette Lebrun de Miraumont de Grand-Reng. Hij volgde het Collège Saint-Michel de Bruxelles. Daarna studeerde hij aan de universiteit Notre Dame de la Paix in Namen. Op 13 september 1905 trad hij in bij de Société des Missions Étrangères de Paris, een rooms-katholieke gemeenschap van apostolisch leven. Hij voltooide zijn opleiding aan de Pauselijke Universiteit Gregoriana in Rome. Op 21 juni 1910 werd hij in Mechelen priester gewijd.
Een halfjaar later vertrok De Jonghe d’Ardoye als missionaris naar China. Hij werkte in de provincie Sichuan; in 1912 werd hij op de missiepost van Qionglai benoemd. Daar vestigde hij in 1918 een school (collège de la Sagesse) waar onderwijs gegeven werd op basisniveau en voortgezet niveau, en ook katholiek universitair onderwijs. In 1927 vertrok hij naar Beijing, waar hij een aantal functies vervulde ten behoeve van de opbouw van de rooms-katholieke kerk in China, met name gericht op het onderwijs.
Op 23 mei 1933 werd De Jonghe d’Ardoye benoemd tot apostolisch vicaris van Yunnan-Fu en tot titulair bisschop van Amathus in Cypro. Zijn bisschopswijding vond plaats op 17 september 1933. In 1938 werd duidelijk dat zijn hart niet opgewassen was tegen voortdurend werken op grote hoogte, en daarom bood hij zijn  ontslag aan.
Op 17 oktober 1938 werd het ontslag aanvaard. De Jonghe d’Ardoye werd echter op dezelfde datum benoemd tot apostolisch gedelegeerde voor Irak en tot titulair aartsbisschop van Misthia. Op 6 juli 1947 volgde zijn benoeming tot apostolisch gedelegeerde voor Indonesië. Op 13 maart 1950 werd hij de eerste internuntius voor Indonesië. Op 2 maart 1955 volgde zijn benoeming tot internuntius voor Egypte.
De Jonghe d’Ardoye ging op 23 november 1956 met emeritaat, waarna hij terugkeerde naar België. Hij overleed op 74-jarige leeftijd aan hartfalen.
- International Standard Name Identifier: 0000 0003 7467 6233
- Virtual International Authority File: 251124198
- WorldCat: E39PBJy8xjCpkK6GR6b8FJJCcP